# 井崎村
井崎村（いさきむら）は、かつて愛知県幡豆郡にあった村である。
現在の西尾市の一部（宅野島町・細池町・鎌谷町・鵜ケ池町・十郎島町・須脇町など）に該当する。

## 歴史
- 1889年（明治22年）10月1日 - 宅野村、細池村、鎌谷村、鵜ケ池村、十郎島村、須脇村が合併し、井崎村が発足。
- 1906年（明治39年）5月1日 - 六郷村、豊田村、及び大宝村の一部[1]と合併し、福地村が発足。同日井崎村は廃止。